# آرامگاه سوار غیب ۱
بقعه سوار غیب ۱ مربوط به دوره قاجار است و در شهرستان دزفول، جاده دزفول به اسلام‌آباد، بعد ازچهار راه ارج واقع شده و این اثر در تاریخ ۹ اردیبهشت ۱۳۸۲ با شمارهٔ ثبت ۸۳۶۹ به‌عنوان یکی از آثار ملی ایران به ثبت رسیده‌است.